# Sandokan hosei
Espèce
Synonymes
- Oncopus hosei Pocock, 1897

Sandokan hosei est une espèce d'opilions laniatores de la famille des Sandokanidae.

## Distribution
Cette espèce est endémique du Sarawak en Malaisie. Elle se rencontre vers le Baram et Miri.

## Description
Le mâle holotype mesure 9,3 mm.
Le mâle décrit par Schwendinger et Martens en 2004 mesure 9,5 mm.

## Systématique et taxinomie
Cette espèce a été décrite sous le protonyme Oncopus hosei par Pocock en 1897. Le nom Oncopus Thorell, 1876 étant préoccupé par Oncopus Herrich-Schaeffer, 1855, il est remplacé par Sandokan par Özdikmen et Kury en 2007.

## Étymologie
Cette espèce est nommée en l'honneur de Charles Hose.

## Publication originale
- Pocock, 1897 : « Description of some new Oriental Opiliones recently received by the British Museum. » Annals and Magazine of Natural History, sér. 6, vol. 19, p. 283–292 (texte intégral).